# Huor
Huor je fiktivní postava z Tolkienových knih Silmarillion a Nedokončených příběhů. Narodil se v roce 444 Prvního věku a byl to syn Galdora, pána Dor-lóminu, syna Hadora a Hareth z Halethina lidu.

## Mládí
Huor byl spolu se svým bratrem Húrinem vychováván dle tehdejšího zvyku v zemi své matky v Brethilu a již ve třinácti letech šel do bitvy se skřety. Byli však odříznuti od zbytku vojska a byli by zajati nebo pobiti, nebýt pomoci od Ulma, který mohl ovládat vody v řekách a nechal vytvořit nad řekou Sirion mlhu, která zakryla útěk bratrů a pomohla se jim vzdálit od bitvy. Poté bloudili pod Okružními horami a nemohli nalézt cestu zpět. Byli však zpozorováni orlem Thorondorem a přeneseni přes hory do Gondolinu. Tam byli dobře přijati králem Turgonem, který si vzpomněl na sny, ve kterých mu Ulmo vzkázal, že má čekat od Hadorova domu pomoc v nouzi. Turgon chtěl, aby bratři zůstali ve městě po celý zbytek života, neboť kromě zákona, který nedovoloval komukoliv z města odejít, si také bratry velmi oblíbil. Ti si ovšem přáli vrátit se k vlastnímu lidu, neboť byli smrtelní lidé a chtěli konat velké činy. Turgon teda svolil, že mohou být opět odneseni orly a bratři po zbytek života o roce stráveném v Gondolinu mlčeli.

## Dospělost
V roce 472 si vzal Huor Rían z Bëorova domu a narodil se jim syn Tuor, který ale nikdy otce neviděl.
Dva měsíce po svatbě totiž Huor s Húrinem vedli svůj lid do Bitvy nespočetných slz po boku Fingona. Když Fingon padl a Turgon spolu s bratry ustupoval, tak bratři ke gondolinskému králi promluvili a nabídli mu, že mu umožní návrat do Gondolinu i za cenu svých životů. Huor pronesl proslov, který končil slovy: "Z tebe a ze mne vzejde nová hvězda. Buď zdráv!". Poté se rozloučili a bratři se bránili několikanásobné přesile. Když se den blížil ke konci, tak byl Huor zasažen do oka otráveným šípem a tomuto zranění podlehl.